# Église Saint-Pierre-et-Saint-Paul de Riga
Pour les articles homonymes, voir Église Saint-Pierre-et-Saint-Paul.
L'Église Saint-Pierre et Saint-Paul (en letton : Svētā Pētera un Pāvila pareizticīgo baznīca) est la plus ancienne église orthodoxe encore existante à Riga, la capitale de la Lettonie.
L'église a été construite entre 1781 et 1785[réf. nécessaire] et servait à la garnison russe stationnée dans la citadelle de Riga. Le régime soviétique en a fait la salle de concert « Ave Sol ». En 2012, le bâtiment a été restitué à l'Église orthodoxe lettone.